# Liste profanierter Kirchen im Bistum Passau
Die Liste profanierter Kirchen im Bistum Passau führt Kirchen- und Kapellengebäude im Bistum Passau auf, die profaniert wurden. Sie wurden oder werden verkauft, umgebaut oder abgerissen.

## Liste
| Bild | Kirche                      | Ort              | Bauzeit   | Profaniert       | Bemerkungen |
| ---- | --------------------------- | ---------------- | --------- | ---------------- | --- |
|      | St. Josef im Maierhofspital | Passau-Haidenhof | 1905–1907 | 26. Oktober 2016 | Verkauf des Maierhofspitals an das Klinikum Passau Umnutzung des Kirchengebäudes als Bildungszentrum und Festsaal |
|      | St. Josef                   | Burghausen       | 1630–1631 | Juni 2018        | Verkauf des Kirchengebäudes an die Stadt Burghausen Umnutzung des Kirchengebäudes als Ausstellungsstätte          |